# Old Timers Garage

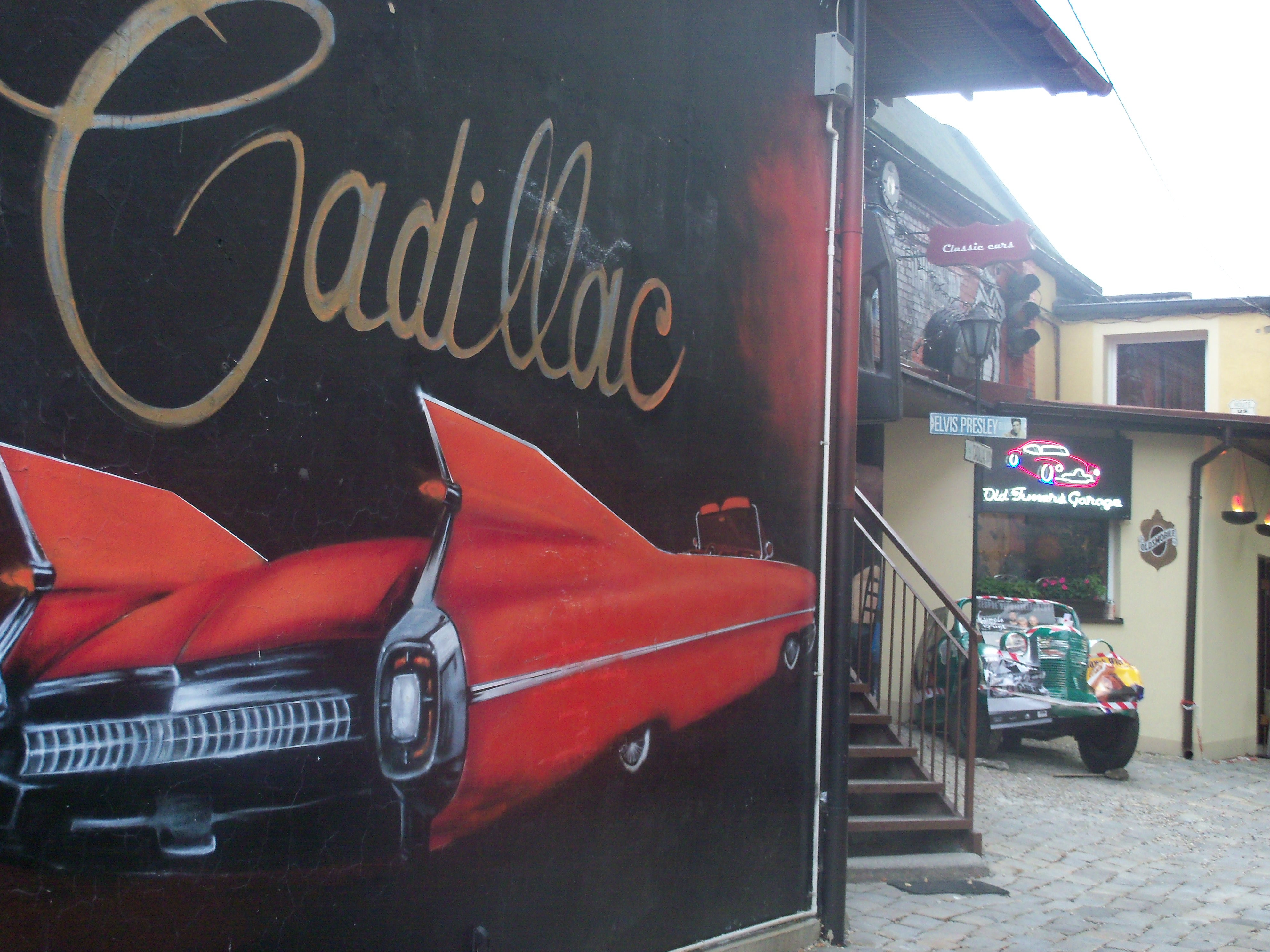
Droga do Old Times Garage

Old Timers Garage – teatr i klub muzyczny mieszczący się w Katowicach. Old Timers Garage mieści się w zabytkowych, odrestaurowanych pomieszczeniach Kina Piast. Jest to jedna z najprężniej działających niezależnych jednostek kulturalnych w regionie. Od listopada 2009 roku w klubie odbyło się ponad 600 wydarzeń kulturalnych. Na jego scenie występowały znane gwiazdy polskiej i zagranicznej sceny muzycznej.
Old Timers Garage funkcjonuje także jako małe muzeum motoryzacji. W budynku obejrzeć można 6 eksponatów zabytkowych samochodów, z kolekcji liczącej ponad 30 egzemplarzy.

## Historia klubu
Historia klubu związana jest ściśle z historią mieszczącego się niegdyś w budynku, w którym obecnie funkcjonuje Old Timers Garage – Kina Piast. Kino założone zostało w 1933 i funkcjonowało do 1991 roku. Po kilku latach od zakończenia działalności kina, popadający w ruinę budynek został zakupiony przez Adama Grządziela. Nowy właściciel odrestaurował budynek i przystosował go na potrzeby muzeum motoryzacji i klubu muzycznego. Zachowany został oryginalny układ sali kinowej, dobudowana została wówczas scena, a w 2012 roku również antresola z dodatkowymi 40 miejscami siedzącymi. Do dyspozycji gości przygotowano 130 miejsc siedzących. Old Timers Garage formalnie założony został 13 listopada 2009 roku. Za rozpoczęcie działalności przyjmuje się datę pierwszego koncertu, którym był koncert Śląskiej Grupy Bluesowej. Klub jest własnością prywatną i nie jest dotowany ze źródeł publicznych. Właścicielem klubu jest Adam Grządziel.

## Działalność muzyczna
Głównym celem działalności Old Timers Garage jest organizacja koncertów oraz promocja kultury muzycznej. Od listopada 2009 odbyło się tam ponad 300 wydarzeń kulturalnych, z których przeważającą większość stanowią koncerty muzyczne. W klubie organizowane są koncerty z muzyką na żywo z kręgu muzyki bluesowej, rockowej, jazzowej, poezji śpiewanej, piosenki autorskiej oraz muzyki poważnej. Na scenie Old Timers Garage występowały gwiazdy polskiej muzyki takie jak: Irena Jarocka, Formacja Nieżywych Schabuff, Bogusław Mec, Katarzyna Groniec, Maciej Balcar, Jerzy Połomski, Mirosław Czyżykiewicz czy Krystyna Prońko. Zorganizowano również kilka koncertów zagranicznych zespołów, wśród nich koncert amerykańskiej gwiazdy muzyki soul Graysona Hugh. Old Timers Garage jako klub muzyczny dysponuje 2 scenami muzycznymi, mniejszą, czynną sezonowo mieszczącą się w części barowej oraz większą na sali koncertowej. Scena na sali koncertowej wyposażona jest w profesjonalny sprzęt nagłośnieniowy oraz oświetleniowy. Celem działalności Old Timers Garage jest także wspieranie lokalnej społeczności artystycznej, w tym celu stworzony został cykl wydarzeń pt. Otwarta Scena Jam Session, który ma na celu udostępnienie sceny szerszemu gronu artystów. W klubie odbywa się także muzyczno-teatralny festiwal Tłoki mający formę konkursu dla artystów z kręgu piosenki autorskiej i poezji śpiewanej. W festiwalu artyści walczą o statuetkę złotego, srebrnego i brązowego tłoka oraz o nagrody pieniężne.

## Działalność teatralna
W klubie gościnnie odbywają się spektakle teatralne z różnych teatrów z terenu całej Polski. W klubie zobaczyć można było spektakle teatralne m.in. Wakacjuszka Emilii Krakowskiej oraz Eksperyment Adam i Ewa Tomasza Mędrzaka. Old Timers Garage jest także producentem teatralnym. Wyprodukował dotychczas 5 spektakli teatralnych: Kontrabanda na podstawie American Buffalo Davida Mameta w reżyserii Adama Sajnuka, Piaskownica autorstwa Michała Walczaka, Dialogi Penisa autorstwa Pierre Henri Thérond, Halo, Penis? autorstwa Marka Pitucha oraz Audiencja V Bogusława Schaeffera. Spektakl Halo, Penis? otrzymał w 2013 roku trzecią nagrodę na XII Międzynarodowym Festiwalu Teatralnym „Dionizje 2013” w Ciechanowie. Jury doceniło spektakl za „scenariusz, który w dowcipny i pozbawiony hipokryzji sposób rozprawia się z fundamentalnym tabu oraz emocjonalne aktorstwo”.
W 2011 roku Old Timers Garage nawiązał współpracę z amerykańskim scenografem Michael Wopira, efektem współpracy była sztuka teatralna Dialogi Penisa. W 2013 roku Old Timers Garage wyprodukował pierwszy musical The Bricklin Musical na licencji kanadyjskiego The Fredericton Playhouse, spektakl ten został nominowany w kategorii specjalnej w 46 edycji nagród teatralnych Złote Maski. Najnowszą produkcją Old Timers Garage jest spektakl Żona do adopcji autorstwa Marka Pitucha, którego premiera odbyła się 23 lutego 2014. Spektakle wyprodukowane przez Old Timers Garage pojawiły się w repertuarze wielu teatrów w Polsce, m.in. Teatr Warsawy w Warszawie (spektakl Kontrabanda), Teatr Nowy im. Kazimierza Dejmka w Łodzi (Spektakl Piaskownica) oraz Teatr Śląski im. Stanisława Wyspiańskiego w Katowicach (Spektakl Dialogi Penisa i Halo Penis). W 2011 roku Old Timers Garage we współpracy z AEGEE zorganizował przegląd teatralny w ramach festiwalu Absurdalia, w jury zasiadł wówczas Mateusz Damięcki. Za działalność w dziedzinie teatru, Old Timers Garage w 2013 roku został nominowany do teatralnej nagrody przyznawanej przez marszałka województwa śląskiego i opolskiego „Złota Maska”. Nominację otrzymał w kategorii specjalnej za „Tworzenie nowego wartościowego miejsca na teatralnej mapie regionu”. Old Timers Garage nagrody jednak nie otrzymał. W 2014 roku Old Timers Garage przygotował spektakl jednoosobowy z Sebastianem Cybulskim pt.: „Pewniak” autorstwa Marka Pitucha i w reżyserii Jakuba Wonsa.

## Muzeum motoryzacji
W klubie stacjonuje część kolekcji zabytkowych samochodów należących do kolekcjonera samochodów Adama Grządziela. Kolekcja liczy ponad 30 zabytkowych, odrestaurowanych samochodów z różnych epok historii motoryzacji. W zbiorach muzeum znajduje się Pontiac Silver Streak z 1938 roku, należący niegdyś do Jana Kiepury oraz prawdopodobnie jedyny w Polsce Ford T w wersji Speedster z 1914 roku. Ekspozycja jest ruchoma, a samochody udostępnione dla zwiedzających zmieniają się cyklicznie. W ekspozycji oglądać można takie samochody jak m.in. Cadillac Eldorado z 1971 roku, DeLorean DMC-12 z 1981 roku, ZiŁ 111 Cabrio (samochód radzieckich dygnitarzy) z 1965 roku. Samochodem tym podczas oficjalnej wizyty na Śląsku poruszał się Fidel Castro. Ciekawostką jest udostępniony w stałej ekspozycji Buick Touring z 1920 roku wyposażony w silnik elektryczny. W kolekcji Old Timers Garage odnaleźć można także odrestaurowany zabytkowy wóz strażacki International Fire Truck z 1938 r. Od drugiej połowy 2012 roku Old Timers Garage jest właścicielem 2 egzemplarzy samochodów Bricklin SV-1, z których 1 jest samochodem w pełni sprawnym technicznie, natomiast drugi przerobiony został na rekwizyt teatralny. Old Timers Garage organizuje także zloty pojazdów zabytkowych, w tym Śląski Zlot Pojazdów Zabytkowych – jedną z największych tego typu imprez retro-motoryzacyjnych. Śląski Zlot Pojazdów Zabytkowych był pierwszą tego typu imprezą w województwie śląskim. Na początku 2014 roku decyzją czytelników Dziennika Zachodniego 1 Śląski Zlot Pojazdów Zabytkowych Old Timers Garage został wybrany wydarzeniem roku 2013 w woj. śląskim.

## Inne formy działalności
Old Timers Garage funkcjonuje również jako plan zdjęciowy na potrzeby telewizji. W 2011 roku w klubie odbywał się casting do programu TVP2 Bitwa na głosy. Swoją drużynę wybierał wówczas reprezentant Katowic – Piotr Kupicha. Materiał nagrany w klubie pojawił się w kilku odcinkach Bitwy na głosy. Drużyna wybrana podczas castingu w Old Timers Garage wygrała program. Klub służył wielokrotnie jako plan zdjęciowy na potrzeby teledysków. Swoje wideoklipy w Old Timers Garage nagrali m.in. Ireneusz Dudek (do piosenki Anonimowy Abstynent), oraz Józef Skrzek wraz z SBB do piosenki Los Człowieka. Samochody stacjonujące w klubie wypożyczane są na potrzeby plenerowych realizacji filmowych. Pojazdy pojawiają się także regularnie na targach motoryzacyjnych.

## Ciekawostki
- Mariusz Czubaj w swojej powieści kryminalnej „Kołysanka dla Mordercy” wspomina w kilku fragmentach o Old Timers Garage[20].
- W maju 2013 w sms-owym głosowaniu czytelników Dziennika Zachodniego i portalu Naszemiasto.pl klub Old Timers Garage został wybrany najlepszym klubem w Katowicach[21].